# Camptothecium paulianum
Camptothecium paulianum är en bladmossart som beskrevs av Grout in Holzinger och Theodore Christian Frye 1921. Camptothecium paulianum ingår i släktet Camptothecium och familjen Brachytheciaceae. Inga underarter finns listade i Catalogue of Life.